# 基納凱夫 (密蘇里州)
基納凱夫（英語：Keener Cave）是位於美國密蘇里州韋恩縣的鬼鎮。

## 歷史
基納凱夫的郵局於1877年設立，其後於1879年停運。

## 地理
基納凱夫所處的海拔為高於海平面127米（即417英呎），而該地所採用的時區為UTC-6，即北美中部時區（CST）。同時該地設有夏令時間，為UTC-6調快一小時，即UTC-5（CDT）。